# Mours-Saint-Eusèbe
Mours-Saint-Eusèbe è un comune francese di 2 561 abitanti situato nel dipartimento della Drôme della regione dell'Alvernia-Rodano-Alpi.

## Società

### Evoluzione demografica
Abitanti censiti